# Littlefork
Littlefork é uma cidade localizada no estado americano de Minnesota, no Condado de Koochiching.

## Demografia
Segundo o censo americano de 2000, a sua população era de 680 habitantes.
Em 2006, foi estimada uma população de 701, um aumento de 21 (3.1%).

## Geografia
De acordo com o United States Census Bureau tem uma área de
3,1 km², dos quais 3,1 km² cobertos por terra e 0,0 km² cobertos por água. Littlefork localiza-se a aproximadamente 340 m acima do nível do mar.

## Localidades na vizinhança
O diagrama seguinte representa as localidades num raio de 64 km ao redor de Littlefork.